# Johnny Hardwick
Johnny Hardwick, född 21 september 1958 i Austin, Texas, död 8 augusti 2023, var en amerikansk skådespelare.